# Éric Laporte
Pour les articles homonymes, voir Éric Laporte (homonymie).
Éric Laporte est un homme politique québécois né le 24 janvier 1976. À la suite de l'élection générale québécoise de 2007, il est élu député de L'Assomption à l'Assemblée nationale du Québec sous la bannière de l'Action démocratique du Québec.

## Biographie
Éric Laporte est titulaire d'un baccalauréat en administration des affaires à l'Université du Québec à Montréal (UQAM) en 1998. Il suit des formations à l'Institut canadien des valeurs mobilières à Montréal en 2003.
De 1998 à 2000, il travaille à la Financière Banque Nationale à Montréal en tant qu'agent principal en gestion de portefeuille et services aux particuliers. Il est conseiller en placement pour Industrielle Alliance à Charlemagne de 2000 à 2007.
Il est élu député de l'Action démocratique du Québec dans L'Assomption en 2007. Il devient porte-parole de l'opposition officielle en matière d'enseignement supérieur et porte-parole de l'opposition officielle en matière de recherche, de développement et d'innovation. À l'élection générale québécoise de 2008, il est défait par le péquiste Scott McKay.
En 2009, Éric Laporte devient conseiller municipal à la Ville de Repentigny, poste qu'il occupe jusqu'en 2011. Pendant ce temps, il est également analyste senior et conseiller en placement à la Financière Banque Nationale. Il est ensuite directeur de cabinet à la Ville de Montréal de 2011 à 2016. En janvier 2017, il devient président de ModulAir Garden.